# アステカ神話

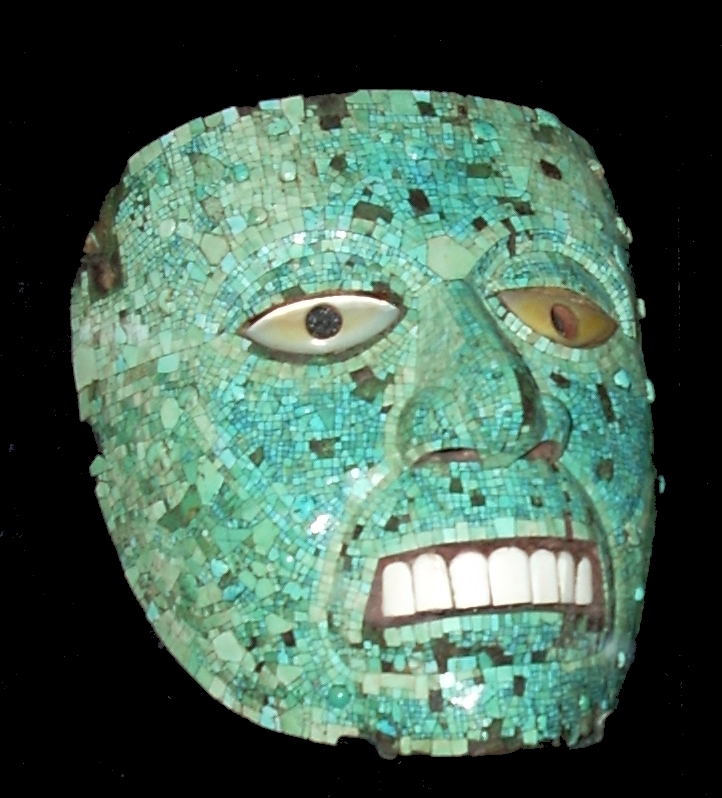
トルコ石製の火の神シウテクトリの仮面 (AD 1400-1521)

アステカ神話（アステカしんわ、英: Aztec mythology）は、アステカ時代の中央メキシコで伝えられた神話である。
アステカの中心都市であるテノチティトランの建設は14世紀、アステカ帝国の成立は15世紀であるが、メキシコ盆地ではそれよりはるか以前から文明が発達していた。たとえば主要な神のうちトラロックは7世紀以前にさかのぼるテオティワカンに見られる。ケツァルコアトルもテオティワカンに見られ、さらにオルメカ文明にさかのぼる。アステカ神話はテオティワカンやトゥーラの古い神話を引きついでいるものが多いが、それに自らの伝統をつけ加えている。また、アステカ帝国がメキシコ盆地から周辺地域に拡大するに従い、それらの外部の神話も取りこまれていった。たとえばシペ・トテックは元々メキシコ湾岸およびオアハカ地方で信仰されていた神だった。
アステカの宗教にとってもっとも重要なものは太陽崇拝と農業であり、この目的のために人間を犠牲として神に捧げたり、放血儀礼が行われた。ほかのメソアメリカと同様、アステカ暦には260日の周期からなるトナルポワリと365日の周期からなるシウポワリがあり、祭祀と重要な関係を持っていた。この2つの周期が一巡するカレンダー・ラウンドの境目（約52年に一度）には新しい火の祭りという重要な祭祀が行われた。スペイン人の到来以前、最後の新しい火の祭りは1507年に行われた。

## 創造神話

### 5つの太陽の伝説
アステカの創造神話では世界は今までに5回創造されたと伝えられている。「第5の太陽」と呼ばれる現在の世界に先だつ4つの太陽（=時代）はいずれも滅亡した。
1. 第1の太陽は「4のジャガー」(Nahui Ocelotl)といい、テスカトリポカが主宰し、巨人が支配していたが、ジャガーが巨人を喰い、滅亡した。
2. 第2の太陽は「4の風」(Nahui Ehecatl)といい、ケツァルコアトル（あるいはその風神としての側面であるエエカトル）が主宰し、大風で滅ぼされ、人間はサルになった。
3. 第3の太陽は「4の雨」(Nahui Quiahuitl)といい、トラロックが主宰し、火の雨で滅ぼされ、人間はイヌ、シチメンチョウ、チョウになった。
4. 第4の太陽は「4の水」(Nahui Atl)といい、チャルチウトリクエが主宰し、洪水で滅ぼされ、人間は魚になった。
5. 第5の太陽は「4の動き」(Nahui Ollin)といい、トナティウが主宰する。他の4つの太陽と同様に地震によって将来滅亡し、人間は空の怪物（ツィツィミメ）に喰われると考えられている。

このように世界が何度も創造されたとするのはメソアメリカ全般に見られ、非常に古い伝統にもとづく。

### 天地と人類の創造
ケツァルコアトルとテスカトリポカはヘビに変身し、カイマンワニあるいはトラルテクトリを2つに引き裂いた。トラルテクトリの上半身は陸地になり、下半身は天空と星々になった。天地ができた後、ケツァルコアトルは地下のミクトランに降り、地下の神であるミクトランテクトリをだまして第4の太陽で滅亡した人類の骨を持ち帰った。タモアンチャンという楽園で、女神シワコアトルが骨をメタテで粉にひき、神々がその粉に血を注ぐことで新しい人類が生まれた。

### 太陽と月の創造
太陽と月の創造についてはベルナルディーノ・デ・サアグンが詳しく記している。
世界がまだ闇の中にあったとき、神々はテオティワカンに集まり、神を犠牲にささげることで太陽を創造しようとした。裕福なテクシステカトルと貧乏なナナワツィンがその候補になった。テクシステカトルは火を恐れてためらったが、ナナワツィンは勇敢に火の中に飛びこみ、太陽になった。その後テクシステカトルも火に飛びこみ、月になった。神々はその顔にウサギをぶつけた。神々は自らを犠牲としてささげ、風神エエカトルが太陽と月を吹いて動かした。

## 世界の構造
アステカの世界観では、テノチティトランのテンプロ・マヨールを中心として、世界は東西南北の4つに分かれると考えられている。天は13層からなり、その最上層をオメヨカンといった。オメヨカンは両面性を持つ神オメテオトルの住処とされた。地下の世界は9層からなり、その最下層をミクトランといった。
メソアメリカの他の地方と同様、方角と暦の日付が関係づけられていた。トナルポワリの20日周期のうち、最初のシパクトリが東とされ、そこから反時計回り（東→北→西→南の順）に順に方角が割りあてられる。したがって各方角には5つの異なる日が割りあてられる。

## 建国神話

### ウィツィロポチトリの誕生
ウィツィロポチトリはメシカの守護神であり、その母はコアトリクエである。コアトリクエがコアテペトル（ヘビの山）の上の神殿で掃除をしていたとき、天から羽根が落ちてきた。その羽根の力でコアトリクエはウィツィロポチトリを妊娠した。コアトリクエの娘であるコヨルシャウキと400人の兄弟は母親の不品行に怒って山に攻め登ってきたが、ウィツィロポチトリが武装して誕生し、シウコアトル（火のヘビ）でコヨルシャウキを攻撃した。ウィツィロポチトリはコヨルシャウキの体をバラバラにして山の上から落とし、400人の兄弟を打ち破った。

### メキシコ盆地への移住
メシカの伝説では、4つの集団が外部からメキシコ盆地にやってきた。最初の集団はチチメカ、2番目がテパネカ、3番目がアコルワ、4番目がメシカであった。ディエゴ・ドゥランによると、メシカは洞窟あるいは泉から生まれ、アストランと呼ばれる所に住んだ。アストランの位置は明らかでないが北方にあり、テノチティトランと同様に湖の中の島だった。アステカという名前はアストランに由来する。
アストランからの移住については文献によって大きく異なる。あるいは人々はアストランを離れてチコモストク（7つの洞窟）という所に至り、そこでテパネカ、アコルワなど7つの部族に分かれて南下したともいう。
ウィツィロポチトリに導かれた集団は民族名としてメシカを名乗り、長い年月をかけてメキシコ盆地にやってきた。しかしメシカは最後にやってきたために、先にこの地に住んでいる集団と軋轢を起こした。メシカははじめテスココ湖の西のチャプルテペクに住んだが、戦いに敗れて追いだされた。それから南のコルワカンの領主に従属してティサアパン（今の大学都市附近）に住むことを許された。コルワカンはトルテカ以来の高い文化を持つ都市だった。しかしコルワカンの支配層の娘をウィツィロポチトリの生贄にささげたためにコルワカンの人々を怒らせ、そこを追いだされてテスココ湖の中の無人島まで逃げた。
彼らが島に上陸したとき、彼らはノパル（オプンティアに属するサボテン）に一羽のワシがとまっているのを見た。この光景は、ウィツィロポチトリの神官が幻影に見た目的の地であると見なされた。メシカはそこに都市を築いた。これは2の家の年（通常1325年と解釈される）のことだった。これがテノチティトランであり、今日のメキシコシティの中央部にあたる。この伝説は現在のメキシコの国旗やメキシコの国章に描かれている。

## 神々
アステカ神話の神々はさまざまな由来を持ち、その数は非常に多い。1971年に人類学者ヘンリー・ニコルソン (H. B. Nicholson) は129の神々をまとめて14の群に分類し、それぞれ代表的な神によって名づけた。その分類によると、
- 天上の創造神、父なる神
  - オメテオトル群 - 原初の神。神々を創造した。オメテクトリとオメシワトル、あるいはトナカテクトリとトナカシワトルが含まれる。
  - テスカトリポカ群 - 万能の神で王の守護神。イツトリ、チャルチウトトリン、テクシステカトル、テペヨロトルなどがここに属する。
  - シウテクトリ群 - 炉床と火の神。ウェウェテオトル、女神チャンティコおよびコヨルシャウキもここに属する。
- 雨、水蒸気、豊穣の神
  - トラロック群 - 雨と豊穣の神。
  - センテオトル群 - トウモロコシの神。ショチピリ、マクイルショチトルなどがここに属する。トウモロコシの神にはほかにチコメコアトルとシロネンがある。
  - オメトチトリ（英語版）群 - プルケ、リュウゼツラン、豊穣の神。400匹のウサギ（センツォン・トトチティン）のひとり。マヤウェルもここに属する。
  - テテオ・インナン群 - 大地と豊穣、癒し、妊婦の女神。ショチケツァル、トラソルテオトル、シワコアトル、コアトリクエ、ツィツィミメなどの女神もここに属する。
  - シペ・トテック群 - 豊穣神、金細工職人の守護神。
- 戦争、犠牲、血、死の神
  - トナティウ群 - 太陽神。
  - ウィツィロポチトリ群 - 戦争、犠牲、太陽の神。メシカの守護神。
  - ミシュコアトル群 - 戦争、犠牲、狩猟の神。
  - ミクトランテクトリ群 - 死、地下世界、闇の神。
- その他
  - ケツァルコアトル群 - 創造、豊穣、金星、風の神。神官の守護神。風神エエカトルはケツァルコアトルのひとつの姿とされる。
  - ヤカテクトリ群 - 商業神。商人（ポチテカ）の守護神。